# NGC 75

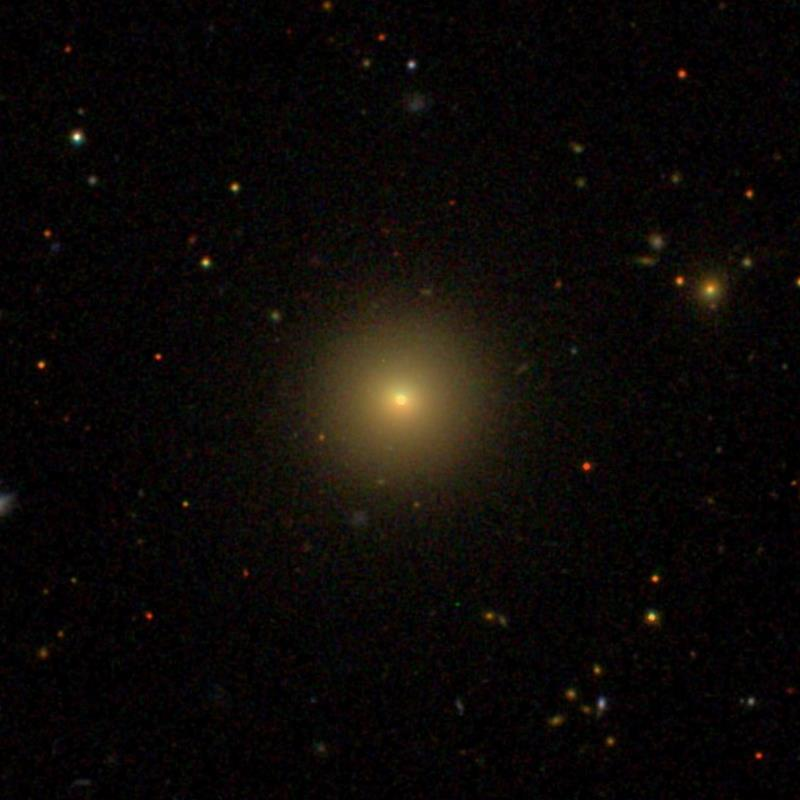
NGC 75

NGC 75是雙魚座的一個星系。星等為13.5，赤經為19分26.3秒，赤緯為+6°26'59"。在1886年10月22日首次被發現。